# Districte de Mačva
El Districte de Mačva (en serbi: Мачвански округ/Mačvanski okrug, pronunciat mǎtʃʋanskiː ôkruːɡ) és un districte de Sèrbia. El districte d'estén al través de les parts occidentals de Sèrbia, a les regions geogràfiques de Mačva, Podrinje, Posavina, i Pocerina. El 2011 tenia 297.778 habitants, i el seu centre administratiu es troba a Šabac.

## Ciutats i municipis
Les ciutats i municipi que formen el districte són: 
- Šabac (ciutat)
- Loznica (ciutat)
- Bogatić
- Vladimirci
- Koceljeva
- Mali Zvornik
- Krupanj
- Ljubovija

## Poblacions
Les poblacions més grans del districte són (amb el nombre d'habitants entre parèntesis): 
- Šabac (55.163)
- Loznica (19.863)
- Lozničko Polje (7.922)
- Bogatić (7.350)
- Klupci (7.297)
- Majur (6.854)
- Banja Koviljača (6.340)
- Pocerski Pričinović (5.992)
- Badovinci (5.406)
- Krupanj (4.912)
- Mali Zvornik (4,736)
- Lešnica (4.731)
- Koceljeva (4.645)
- Prnjavor (4.464)
- Ljubovija (4.130)

## Grups ètnics (cens 2002)
- Serbis = 317.658 (96,37%)
- Gitanos = 3.235 (0,98%)
- Musulmans = 1.859 (0,56%)
- Altres

## Història i cultura
Es poden admirar monuments famosos a les proximitats de Šabac, com els dedicats a esdeveniments de la història del poble serbi: el momument a Karađorđe i els herois serbis del Primer Aixecament Serbi, el museu de la Batalla de Mišar i les restes de les antigues poblacions a les ribes del riu Sava (Novo Selo, el lloc del Palau del rei Milutin i Kosanin grad), la fortalesa medieval a la muntanya de Cer, etc.
No gaire lluny de Loznica s'hi troba el poble de Tršić, el lloc de naixement del reformador de la llengua i ortografia sèrbies, Vuk Karadžić. Des de Tršić, un viarany duu al monestir de Tronoša, un dels llegats medievals més antics de la dinastia Nemanjić. Aquest monestir del segle xiv tingué un paper important en la preservació de les tradicions i la cultura sèrbia. Durant un llarg període, especialment durant el segle xiv, s'hi va desenvolupar una escola d'escribans, per satisfer les necessitats del mateix monestir i d'altres monestirs. Això va permetre preservar documents històrics i culturals del poble serbi.

## Economia
L'economia de la regió es caracteritza sobretot per la presència de la companyia "Zorka" en el camp de la indústria química, "Šapčanka" en el camp de la indústria alimentaria, el fabricant de mobles "Jela" i la manufactura de plàstics i metalls "Metaloplastika". Un dels exportadors més importants del districte és una trituradora de llautó propietat de U.S. Steel, i que produeix més de 200.000 tones d'estany cada any.

## Nota
Tot el material oficial editat pel Govern de Sèrbia és públic per llei. La informació s'ha extret de srbija.gov.rs.